# Епархија шабачко-ваљевска
Епархија шабачко-ваљевска је некадашња епархија Српске православне цркве.
Године 2006. подељена је на Шабачку и Ваљевску епархију.

## Простирање
Простирала се у северозападној Србији и обухватала је области око градова Шапца и Ваљева. Седиште епархије је било у Шапцу.
Епархија шабачко-ваљевска се граничила са епархијама Зворничко-тузланском, Сремском, Београдско-карловачком, Шумадијском и Жичком.
Свети архијерејски сабор СПЦ је на пролећном заседању у мају 2006. донео одлуку да се Шабачко-ваљевска епархија подели на две епархије: Шабачку са центром у Шапцу и Ваљевску са седиштем у Ваљеву. Дотадашњи епископ шабачко-ваљевски господин Лаврентије Трифуновић постао је шабачки епископ. За новог ваљевског епископа именован је Милутин Кнежевић, бивши аустралијско-новозеландски, а пре тога архимандрит манастира Каоне.

### Историјат
После склапања Београдског мира (1739) дошло је до обједињавања две епархије, од којих је једна била у саставу Аустрије и имала седиште у Ваљеву (Ваљевска епархија) док је друга била у саставу Турске са седиштем у Ужицу (Ужичка епархија). Тако је настала једна велика Ужичко-ваљевска епархија са седиштем у Ваљеву. Овакво стање је потрајало до 1831. када је успостављена нова организација у српској цркви и поменута епархија подељена на три дела. Крајем 18. века седиште епархије измештено је из Ваљева у Шабац па се првим шабачким епископом сматра Грк Данило I.
Када је 1831. српска црква добила право да сама поставља Србе епископе уместо дотадашњих Грка, дотадашња велика Ужичко-ваљевска епархија подељена је на три епархије: на Ужичку, са седиштем у Чачку (касније названу Жичка епархија), на Ваљевску, која је прозвана Шабачком, пошто је седиште епископа дефинитивно премештено у Шабац, и на Зворничку, чија је област остала под Турцима и добила посебног епископа. Зграда владичиног конака саграђена је 1854. године, и ту се данас налази библиотека.
Једно време (1886—1898) епархија је била укинута и припојена Београдској митрополији. По Уставу СПЦ из 1947, епархија носи назив Шабачко-ваљевска и има седиште у Ваљеву.

## Епископи
Досадашњи епископи Шабачке (од 1947 — Шабачко-ваљевске) епархије су:
- Данило I Грк (1793-1802)
- Антим Зепович Грк (1802-1804) или (1802-1813)
- Мелентије Стефановић (1804-1813), изабран али непосвећен
- Данило II Грк (1814-1815)
- Мелентије Никшић (1815-1816)
- Герасим Доминин Грк (1816-1830)
- Герасим Ђорђевић (1831-1839)
- Максим Савић (1839-1842)
- Сава Николајевић (1844-1847)
- Мелетије Марковић (1847-1848)
- Јоаникије Нешковић (1849-1854)
- Михаило Јовановић (1854-1859)
- Гаврило Поповић (1860-1866)
- Мојсеј Вересић (1868-1874)
- Јероним Јовановић (1877-1884)
- Самуило Пантелић (1884-1886)
- укинута и припојена београдској митрополији (1886-1898)
- Димитрије Павловић (1898-1905)
- Сергије Георгијевић (1905-1919)
- Јефрем Бојовић (1920)
- Михаило Урошевић (1922-1933)
- др Симеон Станковић (1933-1960)
- Јован Велимировић (1960-1989)
- Лаврентије Трифуновић (1989-2006), потом шабачки епископ

Године 2006, Шабачко-ваљевска епархија је престала да постоји и подељена на две нове епархије: Шабачку и Ваљевску. Последњи епархијски архијереј Епархије шабачко-ваљевске био је епископ Лаврентије Трифуновић који је по њеном укидању постао епископ шабачки.

### Архијерејска намесништва
Епархија је била подељена на архијерејска намесништва којима су управљали архијерејски намесници. Било их је 10 и то: азбуковачко, ваљевско, колубарско, лозничко, мачванско, посавско, подгорско, рађевско, тамнавско и шабачко архијерејско намесништво.

### Манастири
У Шабачко-ваљевској епархији налазили су се следећи манастири: Боговађа, Грабовац код Грабовца, Докмир код Памбуковице, Илиње код села Очаге – Клење, Каона код Драгиња, Петковица, Пустиња код Поћуте, Радовашница, Ћелије код Ваљева, Читлук, Чокешина, Соко код Љубовије, и Троноша код Лознице.

### Храмови
- манастирски храм Светог Оца Николаја (1284, срушен 1521, обновљен 1626, срушен 1813, обновљен 1894),
- храм Светог Ваведења пресвете Богородице (1317, обновљен 1559),
- храм Светог Јована Крститеља (из времена Немањића, обновљен у 16. веку и 1972),
- храм Светог Архангела Михаила (из времена Немањића),
- храм Светог Оца Николаја пренос моштију (из 14. века. обновљен 1793) ,
- храм Ваведења Пресвете Богородице (из 14. века, обновљен 1988) храм Светог Великомученика Георгија (16. век),
- храм Ваведења Пресвете Богородице (из 16. века),
- храм Светог Великомученика Димитрија (1620),
- храм Успења Пресвете Богородице (18. век) у Добром Потоку,
- храм Светог Вазнесења Господњег у Скадру (1720. обновљен 1978),
- храм Вазнесења Господњег (1765 стари и нови 1937),
- храм Светог Оца Николаја – пренос моштију (1794, обновљен 1967),
- храм Преображења Господњег (1799),
- храм Светих Апостола Петра и Павла (обновљен 1816) у Селанцу,
- храм у Орашцу (1817, у обнови),
- храм Светих апостола Петра и Павла (1827. обнављан 1902. и 1987),
- храм Светог Оца Николаја — пренос моштију (1830, обновљен 1947),
- храм Светог Архангела Гаврила (1830),
- храм Светих апостола Петра и Павла (1834/37),
- храм Сабора 12 Апостола (1836), у Д. Оровици,
- храм Покрова Пресвете Богородице (1838),
- храм Светог Пророка Илије (1839, обновљен 1978 и 1994),
- стара црква (1842) у Крупњу и капела на Мачковом Камену,
- храм Светог Оца Николаја (1844),
- храм Светог Архангела Михаила (1844),
- храм Светог Оца Николаја (1844/46),
- храм силаска Светог Духа (1852. год, обновљен 1924 и 1984) у Вољевцима,
- храм Рождества Пресвете Богородице (1854/56),
- храм Вазнесења Господњег (1856),
- храм Светог Оца Николаја – пренос моштију (1856),
- храм Светог Оца Николаја (1856) – пренос моштију и капела Светог Великомученика Георгија у Дивцима,
- храм Рођења Пресвете Богородице (1857),
- храм Светог Вазнесења Господњег (1862),
- храм Вазнесења Господњег (1864),
- храм Успења Пресвете Богородице (1864, у обнови),
- храм Силаска Светог Духа (1868),
- храм Светог Великомученика Георгија (1866-1868),
- храм Успења Пресвете Богородице (1872),
- храм Покрова Пресвете Богородице (1872),
- храм Покрова Пресвете Богородице (1872),
- храм Светог Пророка Илије (1873),
- храм Покрова Пресвете Богородице (1873),
- храм Светих апостола Петра и Павла (1874) у вароши Лешници,
- храм Преображења Господњег (1875),
- храм Светог Пророка Илије,
- храм Светог Архангела Гаврила (1875),
- храм Успења Пресвете Богородице (1876),
- храм Успења Пресвете Богородице (1876),
- храм Рођења Пресвете Богородице (1887),
- храм Светог апостола Томе (1888),
- храм Рођења Светог Јована Крститеља (1879),
- храм Светог Преображења Господњег (1883) у Липници,
- храм Светог Великомученика Георгија (1889) у Белој Цркви,
- храм Свете Петке Параскеве (1889),
- храм Покрова Пресвете Богородице (1892),
- храм Светог Вазнесења Господњег (1892-1896),
- храм Вазнесења Господњег (1895/97),
- храм Вазнесења Господњег у Дрену (1895/97),
- храм Сошествија Светог Духа (1896),
- храм Силаска Светог Духа (1897/1899),
- храм Светих апостола Петра и Павла (1902),
- храм Светог Оца Николаја (1902. обновљен 1988),
- храм Светог Вазнесења Господњег (1903),
- храм Светог апостола и јеванђелиста Марка (1903-1911-1922),
- храм Успења Пресвете Богородице (1903/07),
- храм Светог Великомученика Георгија (1905),
- храм Светих апостола Петра и Павла (1907-09),
- храм Светог Пророка Илије (1909),
- храм Светог Великомученика Георгија (1909),
- храм Светих апостола Петра и Павла у Миличиници,
- храм Светих апостола Петра и Павла (1910/12, обновљен 1964),
- храм Светог Архангела Гаврила (1910-26),
- храм Светог Цара Константина и Јелене (1911) у Врбићу,
- храм Светог Вазнесења Господњег у Цветуљи и Светих Апостола Петра и Павла у Комирићу,
- храм Светог Вазнесења Господњег (1926) у Крупњу,
- храм Вазнесења Господњег (1927),
- храм Светог Спиридона (1928-30) у Лајковцу,
- храм Светог Николаја Мирликијског Чудотворца (1929),
- храм Светих апостола Петра и Павла (1930),
- храм Рођења Светог Јована Крститеља (обновљен 1930),
- храм Светог Оца Николаја (1930-32),
- храм Светог Пророка Илије (1931),
- храм Светог Оца Николаја (1932),
- храм Светог Цара Лазара у Великој Реци,
- храм Свете Тројице у Д. Трешњици,
- храм Преображења Господњег (1932-39, освећен 1940),
- храм Светог Великомученика Георгија (1933),
- храм Светог Вазнесења Господњег (у изградњи) у Грнчари,
- храм Светог Велокомученика Георгија (1933),
- храм у Суводању Свете Тројице, капела подигнута (1933/36),
- храм Светог Пророка Илије у Бачевцима (1934),
- храм Светог Цара Лазара Косовског (1934) на Доброј Води – Бобија,
- храм Усековање главе Светог Јована Крститеља (1934) у Дворској,
- храм Светог апостола и јеванђелста Луке (1935, обновљен 1992),
- храм Успења Пресвете Богородице (1935),
- храм Светог Великомученика Георгија (1935),
- храм Свете Тројице (1935/36) у Бадањи,
- храм Светог Великомученика Георгија (1935) у Мојковићу,
- храм Светог Вазнесења Господњег у Паљувима (1935),
- храм Светог Пророка Илије (1936),
- храм Светог Георгија на Доњошорском гробљу, у Шапцу
- храм у Мајуру Светог апостола и јеванђелиста Марка,
- храм Успења Пресвете Богородице (1936),
- храм Светог Пророка Илије (1936) у Равнаји,
- храм Светих апостола Петра и Павла (1936),
- храм Светог Апостола Јована Богослов (1936),
- храм Вазнесења Господњег (1936),
- храм Успења Пресвете Богородице у Узовници (1936),
- храм Светог Киријака Отшелника у Јошеви (1936),
- храм Светог Великомученика Димитрија (1937),
- храм Светог Успења Пресвете Богородице (1938),
- храм Светог Оца Николаја (1938),
- храм Светог Великомученика Георгија (1938/39),
- храм Светог Великомученика Димитрија у Љубинићу (1939),
- храм Покрова Пресвете Богородице у Планиници,
- храм Светог Великомученика Георгија (1940),
- храм Покрова Персвете Богородице (1941, миниран од стране Немаца а обновљен 1987),
- брвнара у Белотићу (1944),
- храм Светог Великомученика Георгија (1944, спаљен 1946, обновљен 1991),
- храм Светог Великомученика Георгија,
- храм Силаска Светог Духа (1955),
- храм Светог Великомученика Димитрија (1959, обновљен 1982),
- храм Светог Пророка Илије (1966),
- храм Светог Великомученика Димитрија у Црнчи (1968),
- храм Светог Великомученице Марине,
- храм Свети Апостоли Петар и Павле (1969),
- храм Светог Оца Николаја (1970),
- храм Светих Апостола Петра и Павла (1975),
- храм Вазнесења Господњег (1978),
- храм Успења Пресвете Богородице (1981/93),
- храм Светог Великомученице Марине (1982),
- храм Вазнесења Господњег (1983) у Горњој Љубовиђи,
- храм Светог Великомученика Георгија (1984),
- капела Св. Петочисленика (1986),
- храм Свете Марије Магдалене (1987),
- храм Светог Пророка Илије (1988),
- храм Светог апостола и јеванђелиста Луке (1990),
- нови храм у Скобаљу од 1990,
- храм Светог Оца Николаја – пренос моштију (1990), капела из (1935),
- храм Светог Марије Магдалине у Богосавцу (1991),
- храм Светих апостола Петра и Павла (1993),
- храм Светог Архангела Михаила (1993) у Ступници,
- храм Свете Великомученице Марине (1995),
- храм Вазнесења Господњег,
- храм Васкрсења Господњег у Голој Глави (1995),
- храм Светог пророка Јеремије (започет 1995) на Врхпољу,
- храм Светог Василија Острошког (у изградњи) на Рожњу,
- храм Сабор Срба Светитеља (у изградњи),
- храм Светог Васкрсења (2. дан Васкрса, у изградњи),
- храм Светог Вазнесења у Попучкама у изградњи.